# Deep in My Heart (singolo)
Deep in My Heart è un singolo del gruppo musicale italiano Club House, pubblicato nel 1990.
Il brano utilizza tratti della voce di Kier Kirby dal singolo "Power of Love" dei Deee-Lite del 1990.

## Successo commerciale
Il singolo ottenne grande successo negli Stati Uniti.